# Beady Eye
Beady Eye  — англійський рок-гурт, був створений в 2009 році колишнім солістом гурту Oasis Ліамом Галлахером. Почали писати та записувати новий матеріал в листопаді 2009.
«Bring the Light» перший сингл гурту був презентований публіці 15 листопада 2010, який можна було вільно скачати з офіційного сайту гурту. Незабаром сингл вийшов на фізичному носії в обмеженій кількості та посів 61 місце в сингл-чарті Великої Британії. Другий сингл «Four Letter Word», був презентований 26 грудня 2010. «The Roller» був першим комерційним синглом, який передував виходу студійного альбому Different Gear, Still Speeding який вийшов 28 лютого 2011. Альбом був записаний у Лондоні на студії RAK восени 2010 року і спродюсований Стівом Лілліуайтом. У березні 2011 гурт провів короткий рекламний тур по Великій Британії та Європі. Вихід другого синглу «Millionaire» було оголошено на 2 травня. Після виступу на Brixton Academy, вони випустили кавер-версію на пісню The Beatles "Across the Universe", доходи від якого поступили до Британського товариства Червоного Хреста в допомогу постраждалим від цунамі в Японії. Ліам Галлахер в інтерв'ю ірландському виданню The Irish Times сказав, що гурт працює над новим матеріалом і сподіваються випустити новий, другий альбом в кінці 2011 року.

## Beady Eye Records
Beady Eye Records Ltd.  — лейбл, створений гуртом для випуску матеріалу у Великій Британії та Ірландії. Для Beady Eye він має таке ж значення що й Big Brother Recording мав для Oasis. Different Gear, Still Speeding був випущений саме на Beady Eye Records. 24 січня 2011 було оголошено що американський лейбл Dangerbird Records випустить Different Gear, Still Speeding в Північній Америці 1 березня 2011.

## Дискографія

### Студійні альбоми
| Валторна | Це незавершена стаття про музичний колектив. Ви можете допомогти проєкту, виправивши або дописавши її. |